# Clase London
La clase London era un grupo de cinco acorazados pre-dreadnought construidos para la Marina Real Británica a finales de la década de 1890 y principios de 1900. La clase estaba compuesta por el London, Bulwark, Venerable, Queen, y el Prince of Wales. Los buques de la clase London eran muy similares a los de la clase Formidable anterior, siendo la principal diferencia la disposición del blindaje. Estaban armados con una batería de cuatro cañones de 12 pulgadas (305 mm) y tenían una velocidad máxima de 18 nudos (33 km/h; 21 mph). A veces se les conoce como parte de la clase Formidable debido a su similitud, o como una clase de tres barcos, y los dos últimos forman su propia clase Queen. Los cinco barcos fueron construidos entre 1898 y 1904 en los astilleros de Portsmouth, Devonport y Chatham.
Los cinco barcos de la clase sirvieron en la Flota del Mediterráneo al comienzo de sus carreras; sus años de paz transcurrieron sin incidentes, aparte de colisiones accidentales con otros barcos. A partir de 1907, la Royal Navy comenzó a transferir los barcos de regreso a aguas locales, donde sirvieron en varias ocasiones con la Home Fleet, la Flota del Canal y la Flota del Atlántico. En 1912-1913, el HMS London se utilizó para probar el uso de aviones lanzados desde barcos desde una rampa. En 1912, los cinco miembros de la clase habían sido transferidos al 5.º Escuadrón de Batalla de la Home Fleet, donde permanecieron hasta el estallido de la Primera Guerra Mundial en julio de 1914. Después de la entrada del Reino Unido en la guerra en agosto, los barcos escoltaron a la Fuerza expedicionaria británica a Francia. El Venerable bombardeó a las tropas alemanas en octubre y el Bulwark fue destruido en una explosión accidental de las municiones en noviembre de ese mismo año.
A partir de marzo de 1915, los barcos clase London comenzaron a ser trasladados al Mar Mediterráneo para participar en la Campaña de los Dardanelos. El London, Queen y el Prince of Wales apoyaron el desembarco en Anzac Cove en abril, pero fueron retirados en mayo para reforzar la flota italiana que bloqueaba la flota principal de la Armada austrohúngara en el Mar Adriático. Al mismo tiempo, el Venerable fue trasladado a los Dardanelos, donde apoyó a las tropas aliadas en tierra en agosto antes de ser enviada también al Adriático a finales de año. El Queen se convirtió en un barco depósito a finales de 1916 y el London y el Venerable fueron retirados a Gran Bretaña, donde fueron desmantelados y luego convertidos en minadores y barcos depósito, respectivamente. El Prince of Wales se convirtió en barco cuartel en 1917. Los cuatro barcos finalmente se vendieron como chatarra en 1920 y se desguazaron entre 1920 y 1922.

## Barcos
| Nombre          | Astillero           | Iniciado               | Botado                   | Terminado         | Destino                                                                   |
| Clase London    | Clase London        | Clase London           | Clase London             | Clase London      | Clase London                                                              |
| --------------- | ------------------- | ---------------------- | ------------------------ | ----------------- | ------------------------------------------------------------------------- |
| London          | Portsmouth Dockyard | 8 de diciembre de 1898 | 21 de septiembre de 1899 | junio de 1902     | Desguazado en 1922                                                        |
| Bulwark         | Devonport Dockyard  | 20 de marzo de 1899    | 18 de octubre de 1899    | marzo de 1902     | Destruido por una explosión interna accidental el 26 de noviembre de 1914 |
| Venerable       | Chatham Dockyard    | 2 de enero de 1899     | 2 de noviembre de 1899   | noviembre de 1902 | Desguazado en 1922                                                        |
| Subclase Queen  |                     |                        |                          |                   |                                                                           |
| Queen           | Devonport Dockyard  | 12 de marzo de 1901    | 8 de marzo de 1902       | marzo de 1904     | Desguazado en 1921                                                        |
| Prince of Wales | Chatham Dockyard    | 20 de marzo de 1901    | 25 de marzo de 1902      | marzo de 1904     | Desguazado en 1920                                                        |

## Galería

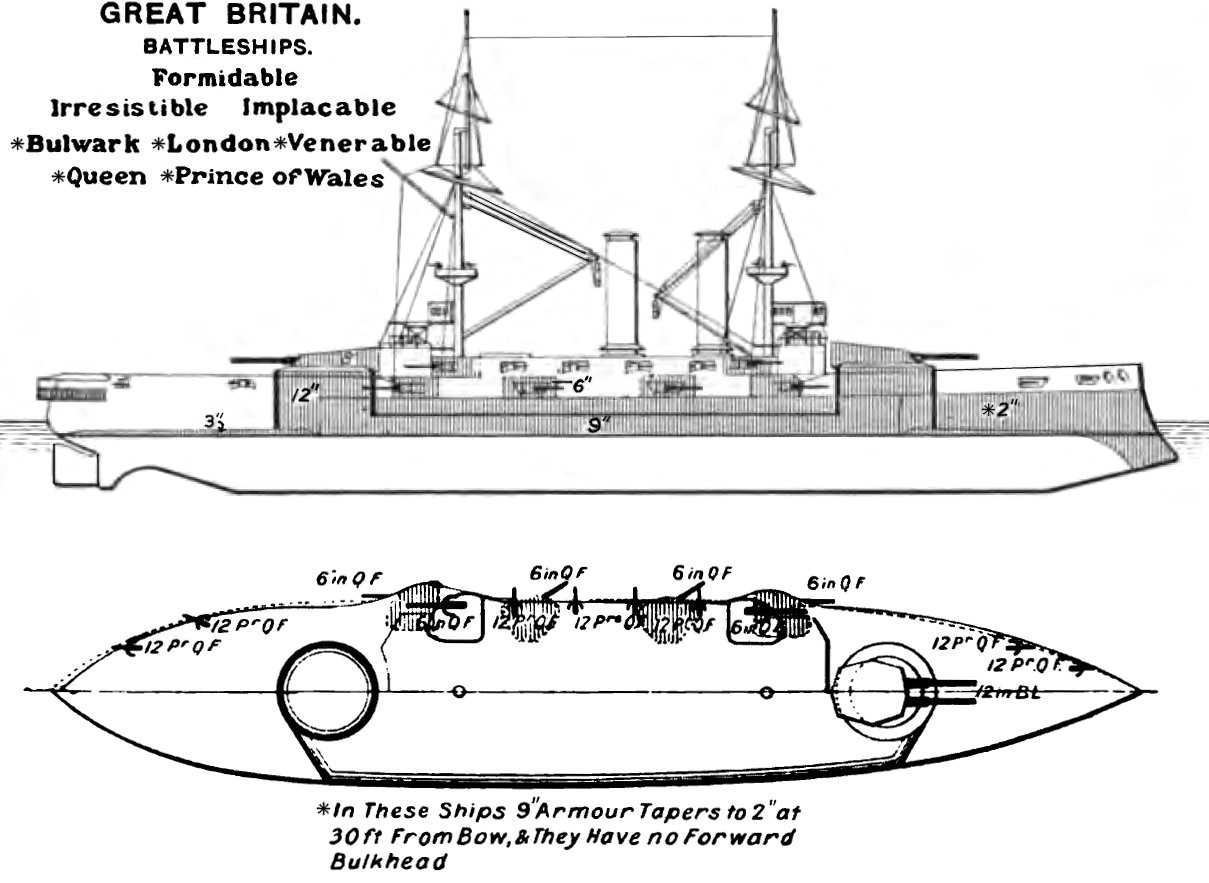
Dibujo lineal de la clase Formidable; la clase London eran idénticos en apariencia.
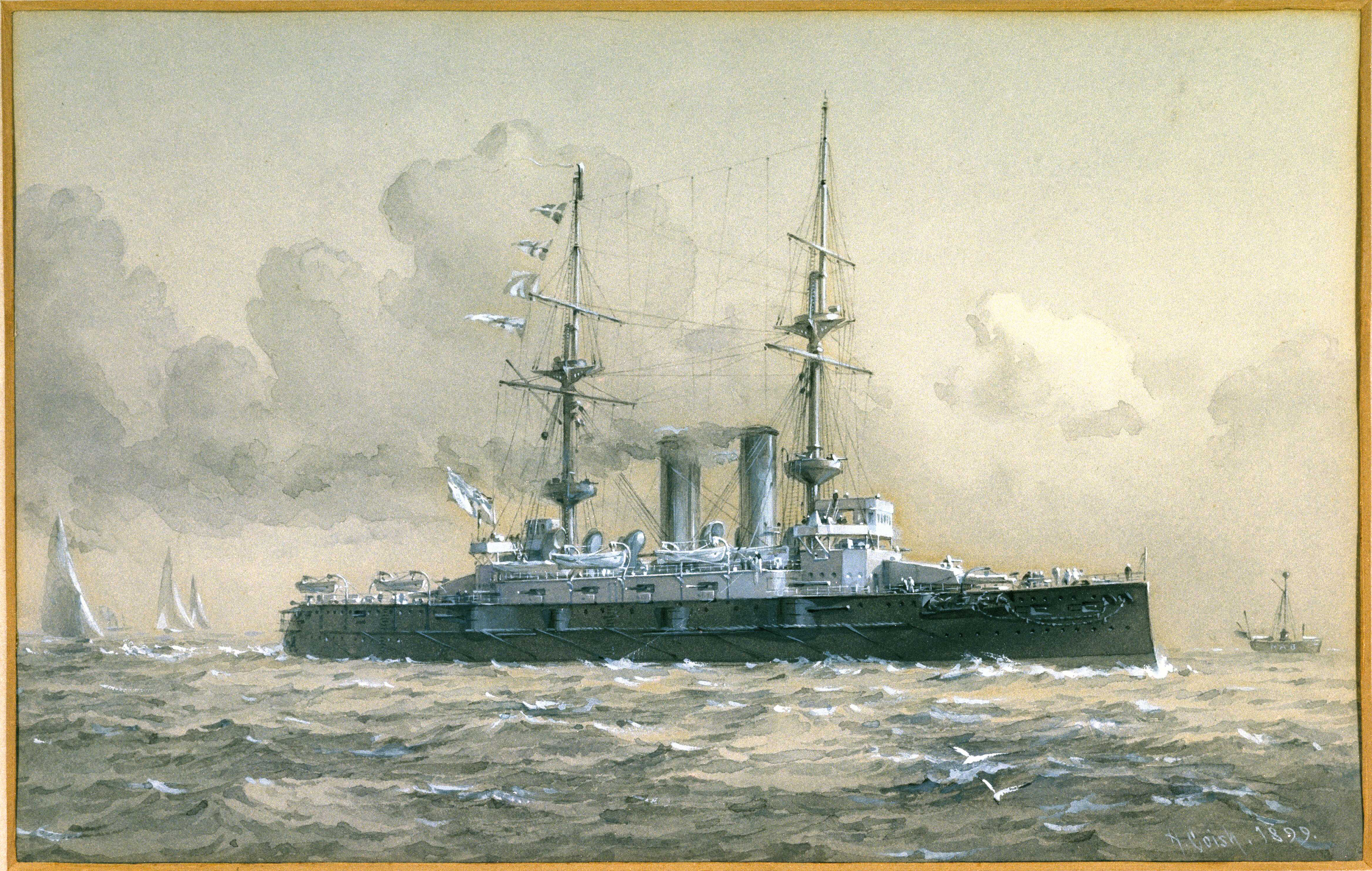
Pintura del HMS London en in 1899.
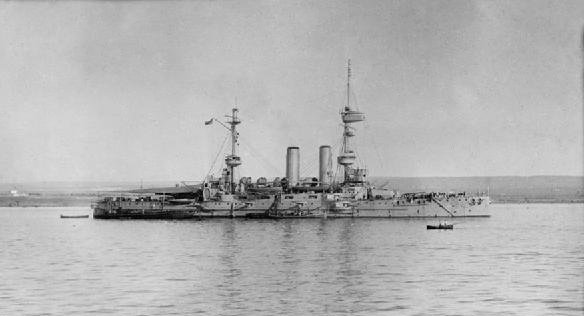
HMS Venerable en 1915.
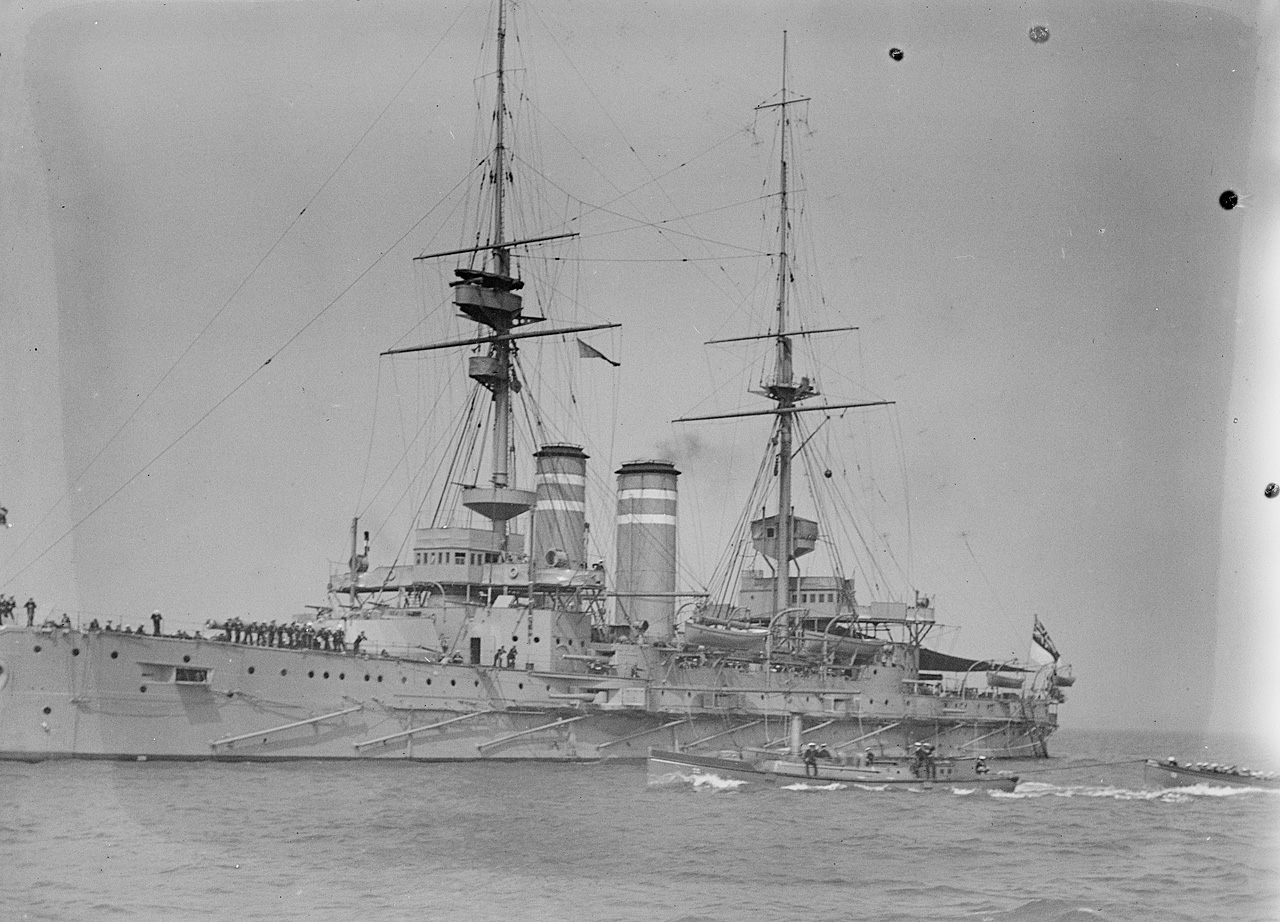
HMS Queen en 1909.
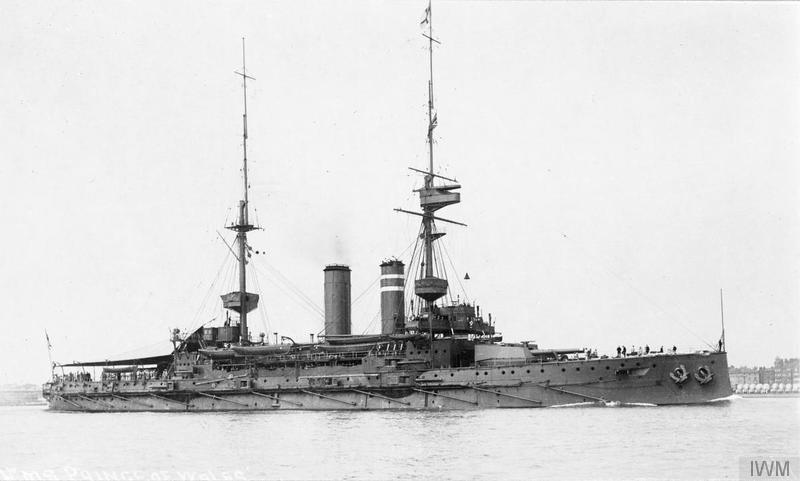
HMS Prince of Wales en 1912.